# Pogradec
Pogradec(en albanès també Pogradeci) és una ciutat situada al sud-est d'Albània, i és una de les ciutats de referència d'aquesta zona. Es troba al límit del país, amb el llac d'Okhrida com un dels principals reclams per la població. A l'altra banda del llac hi ha Macedònia del Nord.